# Thiddag
Thiddag (Thiadag, Thegdag, Deodatus, Bohdal, † 11. června 1017 v Praze) byl německý benediktin a od roku 998 třetí pražský biskup.

## Život
Původně byl mnichem v Korbejském opatství, kde mimo jiné studoval lékařství. Do Prahy přišel pravděpodobně roku 995. Po několikaletém pobytu úspěšně léčil knížete Boleslava II. Pobožného, kterého postihla cévní mozková příhoda. Po zlepšení jeho zdravotního stavu Thiddag Prahu opustil.
Když se po přepadení slavníkovské Libice uzavřela pražskému biskupu Vojtěchovi možnost návratu na biskupský stolec do Prahy a následně skončil mučednickou smrtí, vyslal kníže Boleslav II. posly k římskoněmeckému císaři Otovi III. s prosbou o nového biskupa.
Překlenující období v tomto úřadě měl zastat mnich Strachkvas (Kristián), syn českého knížete Boleslava I. a údajný autor Křišťanovy legendy, který však během svého svěcení dostal pravděpodobně epileptický záchvat.
Na biskupa byl Thiddag vysvěcen v katedrále v Mohuči 7. července 998 rukou mohučského arcibiskupa Willigise.
Své politické a mocenské postavení Thiddag reprezentoval vlastní ražbou stříbrné mince, biskupským denárem s latinským opisem "HIC/DENARIVZ/EZT/EPIZ" (česky: Tento denár je biskup(ův)). Mince se razila ve Vyšehradské mincovně. Dříve byla považována za slavníkovskou ražbu biskupa Vojtěcha. Identifikována byla teprve nedávno.
Během jeho funkčního období byl roku 999 založen mužský benediktinský klášter Ostrov poblíž Davle, druhý nejstarší na českém území. Po smrti Boleslava II. čelil Thiddag omezování vlivu pražského biskupství, o které usiloval Ota III., a byl také svědkem všeobecného úpadku země kvůli rozkolu tří Boleslavových synů. Uklidnění přinesl až nástup knížete Jaromíra k moci, jehož Thiddag podporoval. Zúčastnil se jeho uvedení na knížecí stolec ve společnosti římského krále Jindřicha II.
Zemřel během vlády knížete Oldřicha, který Jaromíra sesadil.
Podle kronikáře Dětmara biskup Thidagg: Měl pouze jedinou špatnou vlastnost, a sice že kvůli nemoci, na níž neměl vinu, přes míru pil. Byl totiž stižen paralýzou: trpěl neustálým třesem rukou a bez pomoci dalších kněží nebyl schopen sloužit mši. Takto chřadl až do konce života.  Podle závěrů současné medicíny šlo pravděpodobně o esenciální třes.
Kronikář Kosmas Thiddaga ocenil slovy:...tělem byl panenský, mravy zlatý, skutky zářivý, následuje stop svého předchůdce a stíhaje hanebnosti lidu sobě svěřeného, a když ne tělem, aspoň duchem zakusil mučednictví..